# Feldmann (patronyme)
Pour les articles homonymes, voir Feldmann et Feldman.
Cette page présente le nom de famille Feldmann ainsi que ses variantes.
Feldmann ou Feldman est un patronyme d’origine germanique.

## Personnalités
- Peter Feldmann (né en 1958), homme politique allemand.

## Étymologie
Ce nom de famille est d'origine germanique (Feld=champ; Mann=homme).

## Histoire
Ce nom a été aussi choisi par des familles juives ashkénazes, lorsque les différents pays d'Europe centrale et de l'Est ont imposé un état-civil et l'obligation d'un nom de famille aux Juifs au XIXe siècle.